# عقم موروث في الحشرات
يتم إحداث العقم الموروث في الحشرات عن طريق جرعات التعقيم الثانويمن الإشعاع المؤين. عندما يتزاوج الذكور العقيمين جزئيًا مع الإناث البرية، تنتقل التأثيرات الضارة الناجمة عن الإشعاع إلى الجيل F1.ونتيجة لذلك، يتم تقليل فقس البيض وتكون النسل الناتج شديد العقم وغالبيته من الذكور. بالمقارنة مع الإشعاع العالي المطلوب لتحقيق العقم الكامل في حرشفيات الأجنحة، فإن الجرعة المنخفضة من الإشعاع المستخدمة لتحريض عقم الجيل F1 تزيد من جودة وتنافسية الحشرات التي يتم إطلاقها كما يقاس من خلال التحسن في التشتت بعد الإطلاق، وزيادة القدرة على التزاوج، والمنافسة المتفوقة للحيوانات المنوية. 

## الأسس الوراثية
الآليات التي تتسبب بها الطفرات في موت ذوات الجناحين في البيضة الملقحة النامية موثقة جيدًا. إن الآفة الأساسية المؤدية إلى طفرة مميتة سائدة هي كسر في الكروموسوم، في هذه الحالة، الناجم عن الإشعاع. عندما يحدث كسر في كروموسوم في الحيوان المنوي الناضج، فإنه يظل في هذه الحالة إلى أن يدخول الحيوان المنوي إلى البويضة. بعد الاندماج، تبدأ الانقسامات النووية، ويمكن أن يكون للكسر في الكروموسوم تأثيرات جذرية على قابلية الجنين للبقاء مع تقدم التطور. خلال الطور التمهيدي المبكر، يخضع الكروموسوم المكسور للتضاعف الطبيعي، ولكن خلال الطور الاستوائي يمكن أن تندمج الأطراف المكسورة مما يؤدي إلى تكوين كروموسوم ذو قُسيمين مركزيين وشظية بلا قسيم مركزي (شدفة/قسم من الكروموسوم بلا قسيم مركزي). غالبًا ما يتم فقدان هذه الشدفة، بينما تشكل الشظية ثنائية المركز جسرًا في الطور الانفصالي مما يؤدي إلى كسر كروموسومي آخر. ثم تتكرر هذه العملية برمتها، مما يؤدي إلى تراكم اختلالات خطيرة في المعلومات الوراثية للخلايا الابنة. يؤدي تراكم هذا الضرر الجيني في النهاية إلى موت الزيجوت).
يمكن تصنيف رتب ثنائيات الأجنحة وغشاءات الأجنحة وغمديات الأجنحة على أنها حساسة للإشعاع، في حين أن رتب حرشفيات الأجنحة ومتماثلات الأجنحة والسوس (القراد) مقاومة للإشعاع. الفرق الرئيسي بين هاتين المجموعتين من الحشرات هو أن المجموعة الأولى لها قسيم مركزي متموضع (أحادي القسيم المركزي)، في حين أن المجموعة الثانية لها قسيم مركزي منتشر (هولوكينيتيك). ومع ذلك، اقترحت أعمال أحدث أن كروموسومات حرشفيات الأجنحة متوسطة بين الكروموسومات الهولوكينيتيك والكروموسومات أحادية القسيم المركزي. على أي حال، يُعتقد أن اختلاف المركز يلعب دورًا رئيسيًا، وإن لم يكن حصريًا، في حساسية الإشعاع. وقد اقترح أن الآليات الجزيئية المحتملة المسؤولة عن مقاومة الإشعاع العالية في الحشرات القشرية قد تشمل نظام استعادة الخلايا القابل للتحريض ومسبارات إصلاح الحمض النووي.
كما لا تظهر حرشفيات الجناح دورة جسر الكسر والاندماج الكلاسيكية التي تعد سمة من سمات الحشرات المميتة السائدة التي يتم تحريضها في ذوات الجناحين. ويبدو أن كروموسومات حرشفيات الجناح يمكنها تحمل فقدان التيلومير دون التأثيرات الجذرية التي يخلفها ذلك على الكروموسومات في رتب أخرى. تمتلك كروموسومات الحشرات القشرية حيز حركي متموضع ترتبط بها الأنيبيات الدقيقة المغزلية أثناء انقسام الخلايا.صفيحة الحيز الحركي كبيرة وتغطي جزءًا كبيرًا من طول الكروموسوم، مما يضمن أن المزيد من الكسر الناجم عن الإشعاع لن يؤدي إلى فقدان شظايا الكروموسوم كما هو الحال في الأنواع ذات الكروموسومات أحادية القسيم المركزي. في الأنواع ذات صفائح الحيز الحركي الكبيرة، قد تستمر الشظايا لعدد من انقسامات الخلايا الانقسامية، ويمكن حتى أن تنتقل عبر الخلايا الجنسية إلى الجيل التالي. كما تقلل الصفائح من خطر الوفاة الناجم عن تكوين الكروموسومات ثنائية الجسيم المركزي والشظايا/الشدفات عديمة القسيم المركزي والانحرافات غير المستقرة الأخرى.